# قطر برابر سینه

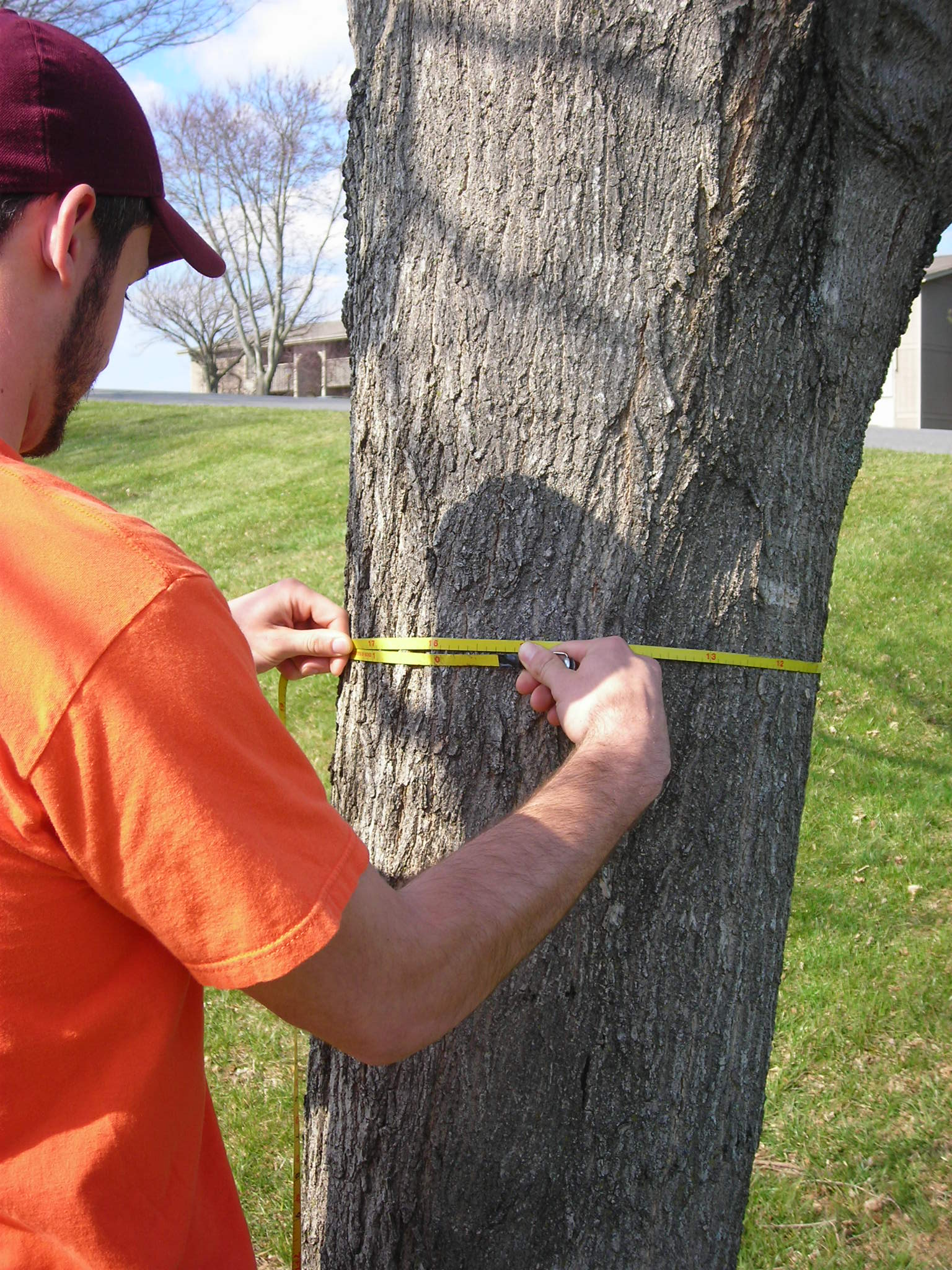
اندازه‌گیری دور درخت، نوار کالیبره‌شده برای نشان دادن قطر، در ارتفاع سینه، اطمینان حاصل شود که نوار کاملاً تراز است و نوار کج‌نشده است، به طوری که قرائت قطر را کج نکند.

قطر برابر سینه یا قطر در ارتفاع سینه یا (به انگلیسی: Diameter at breast height') یک روش استاندارد برای بیان قطر تنه یا استخوان یک درخت ایستاده است. قطر برابر سینه یکی از رایج‌ترین اندازه‌گیری‌های درخت‌سنجی است.

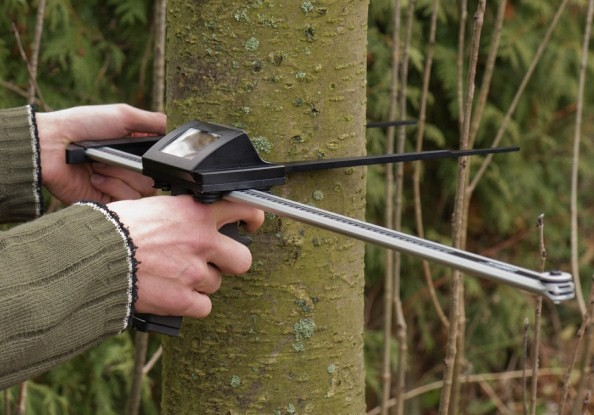
کولیس‌های الکترونیکی می‌توانند قطر را در ارتفاع سینه اندازه‌گیری کنند و داده‌های اندازه‌گیری‌شده را از طریق بلوتوث به رایانه ستبر ارسال کنند.

تنه درختان در ارتفاع برابر سینه یک فرد بالغ اندازه‌گیری می‌شود که در کشورها و موقعیت‌های مختلف به‌طور متفاوتی تعریف می‌شود. در بسیاری از کشورها، DBH تقریباً ۱٫۳ متر (۴٫۳ فوت) بالای زمین اندازه‌گیری می‌شود.

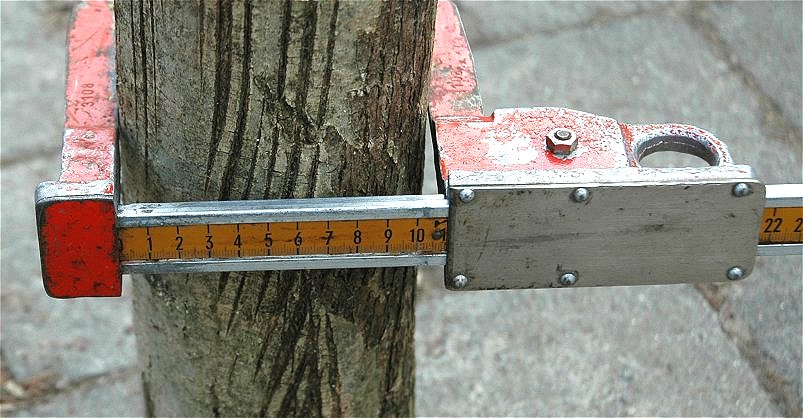
کولیس درختی